# Raden Wijaya
Raden Wijaya (ur. ?, zm. 1309) – pierwszy król Majapahit (1293–1309) na wyspie Jawa w Indonezji.

## Życiorys
Zanim powstało królestwo Majapahit na jego ziemiach wcześniej istniało królestwo Singasari rządzone przez króla Kertanagara. Odrzucił on rządania trybutu postawione przez Mongołów (1289), przez co Kubilaj-Chan wysłał armię mongolską na Jawę. Po przybyciu Mongołów w 1292 i ataku królestwa Kediru Kertanagara został pokonany i poległ w boju w tym samym roku. Raden Wijaya uciekł przed najeźdźcami i założył nowe królestwo Majapahit. Według niektórych przekazów Raden Wijaya był zięciem Kertanagara, według innych dowódcą. W 1292 na krótko sprzymierzył się on z Mongołami przeciwko Kedirowi. Po pokonaniu Kediru armia Radena Wijaya wypędziła Mongołów z Jawy. Dodatkowym powodem klęski Mongołów były choroby tropikalne i niesprzyjający klimat. W celu ugruntowania władzy poślubił on córki Kertanagara.  Do swojej śmierci w 1309 zdołał ugruntować władzę i sukcesję tłumiąc kilka buntów. Po jego śmierci na tron wstąpił jego syn Dżajanegara.